# Succinipatopsidae
De Succinipatopsidae zijn een familie van uitgestorven fluweelwormen (Onychophora). De wetenschappelijke naam van de familie werd voor het eerst geldig gepubliceerd door Poinar in 1901.

## Taxonomie
Het volgende geslacht is bij de familie ingedeeld:
- Geslacht  † Succinipatopsis Poinar, 2000[1]